# 六名站
六名站（日语：／ Mutsuna eki */?）是位於愛知縣岡崎市六名新町，愛知環狀鐵道的愛知環狀鐵道線車站。

## 歷史
- 1988年（昭和63年）1月31日 - 愛知環狀鐵道車站啟用[1]。
- 1991年（平成3年）度 - 上下行線月台長度由容納2卡延長至4卡[1]。
- 2004年（平成16年）11月15日 - 此站至岡崎站之間增設路軌[2]。
- 2019年（平成31年）3月2日 - 此站開始可以使用IC卡「TOICA」[3]。

## 車站構造
車站是一座高架車站，設有2面2線相對式月台。此站是無人車站。當初月台只可容納2卡車廂，3卡編成的列車中，只會開啟列車靠近岡崎一方的2卡車廂車門。後來月台經過延長，現時可容納4卡車廂。在2004年，岡崎站的站內改善後，愛知環狀鐵道線不再與東海道本線路軌共用，此站至岡崎站之間的愛知環狀鐵道線是單線。同時另外也有路軌從此站連接東海道本線路軌，該路軌用作讓KiYa95系進行檢測，或新車遷入愛知環狀鐵道時使用。

### 月台
| 月台 | 路線            | 上下行 | 方向                 | 可容納車廂數目 |
| ---- | --------------- | ------ | -------------------- | -------------- |
| 1    | ■愛知環狀鐵道線 | 上行   | 岡崎方向             | 4卡            |
| 2    | ■愛知環狀鐵道線 | 下行   | 三河豐田、高藏寺方向 | 4卡            |

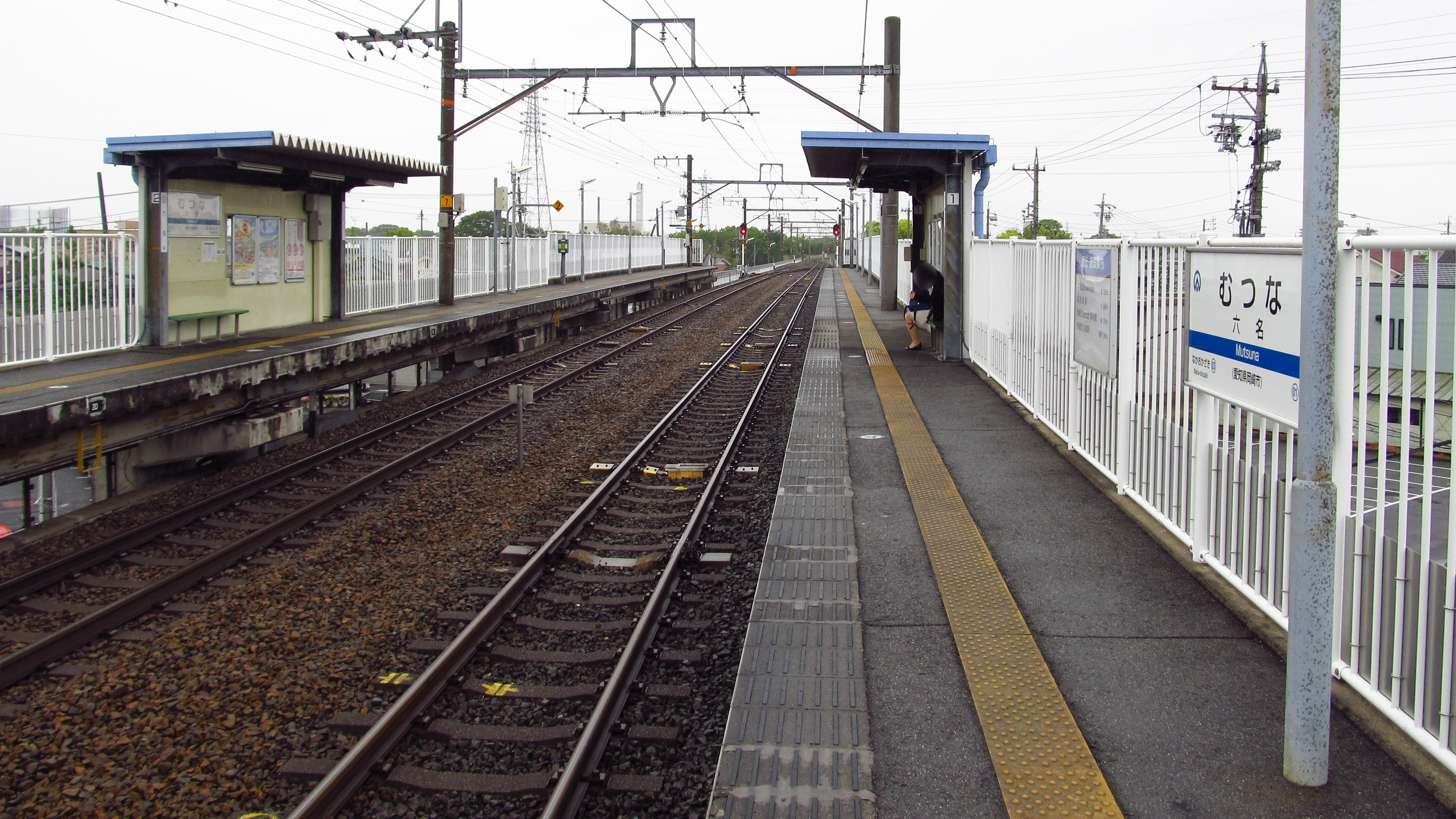
月台
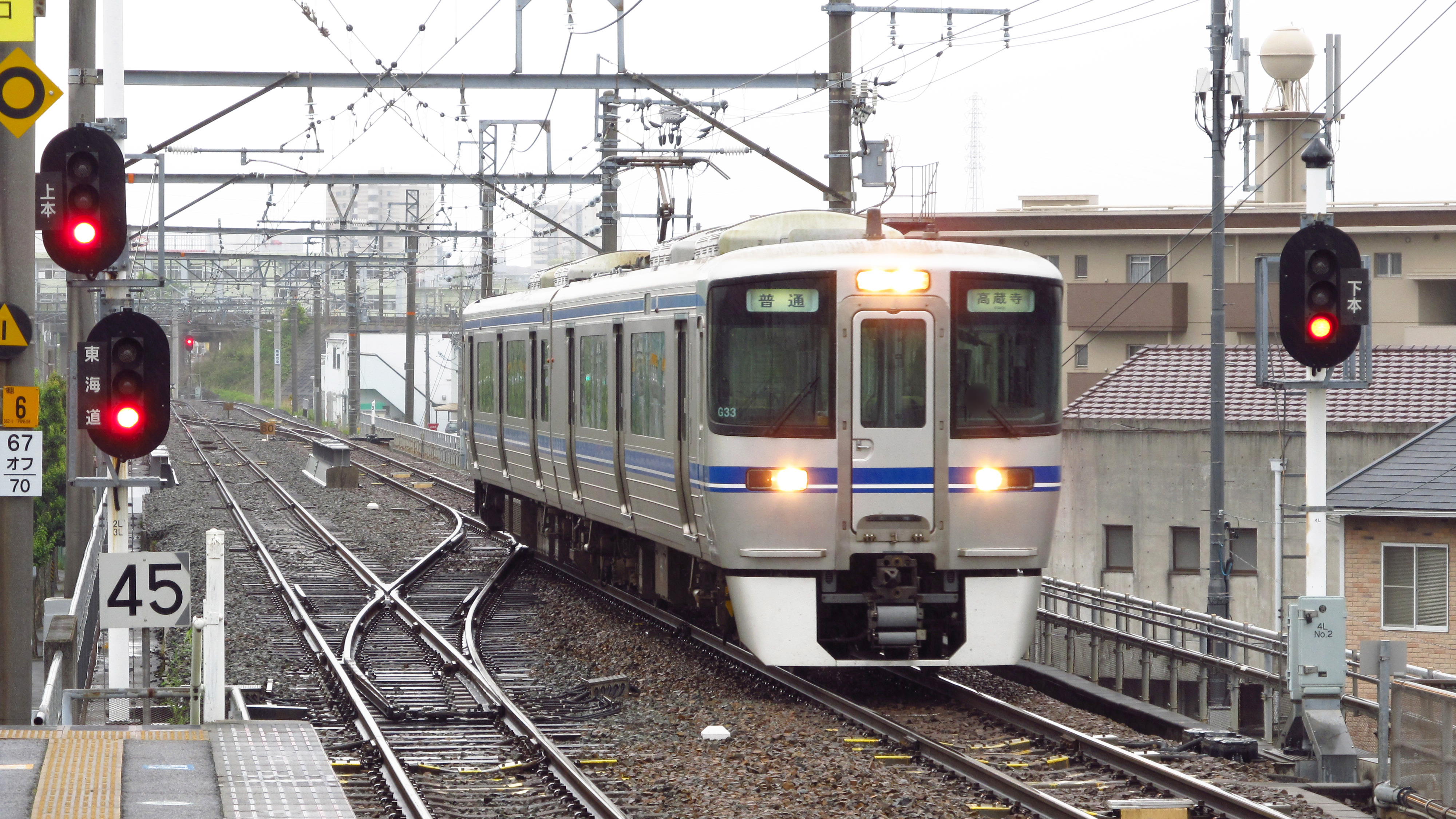
岡崎方向信號燈
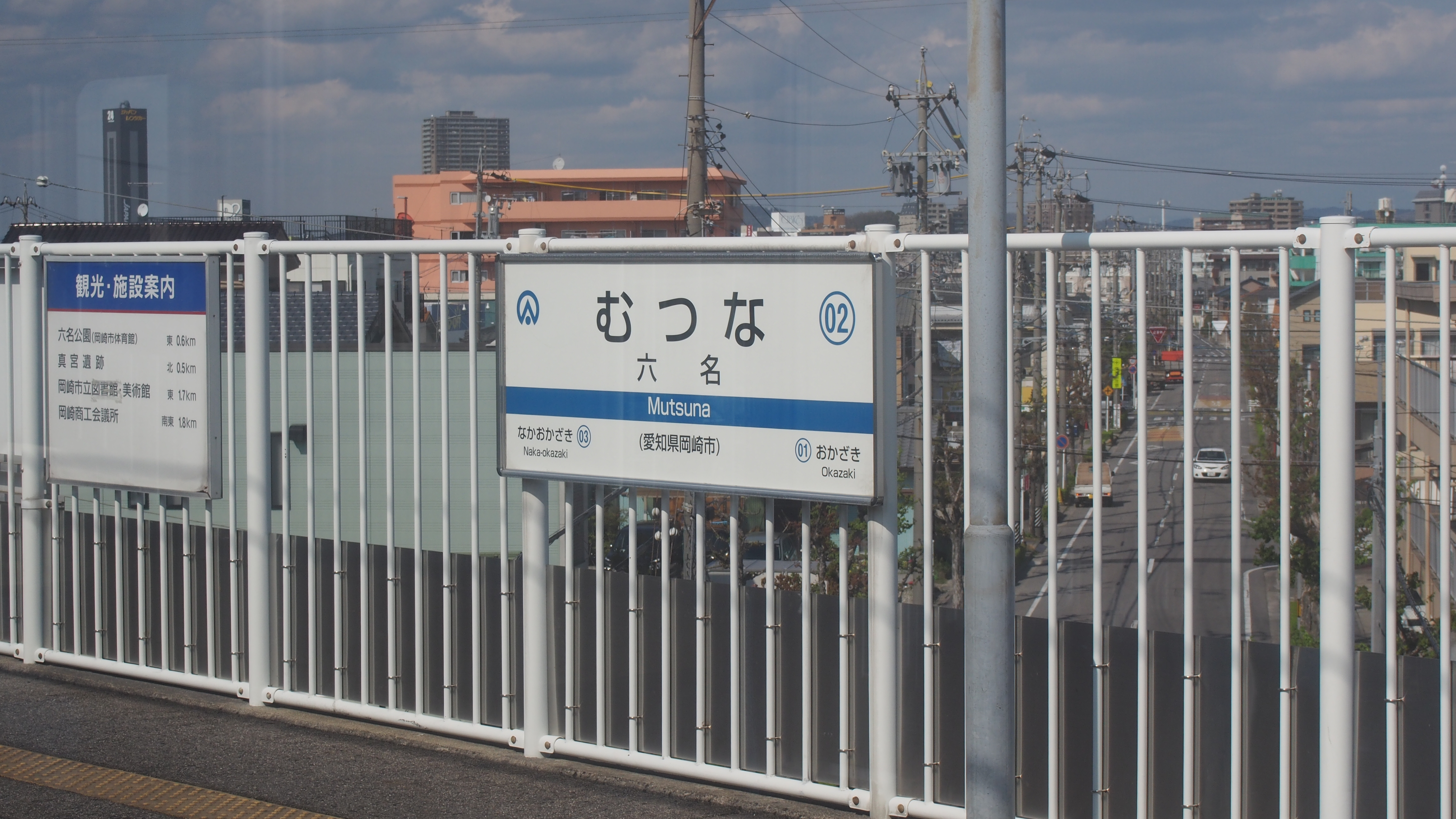
站名牌
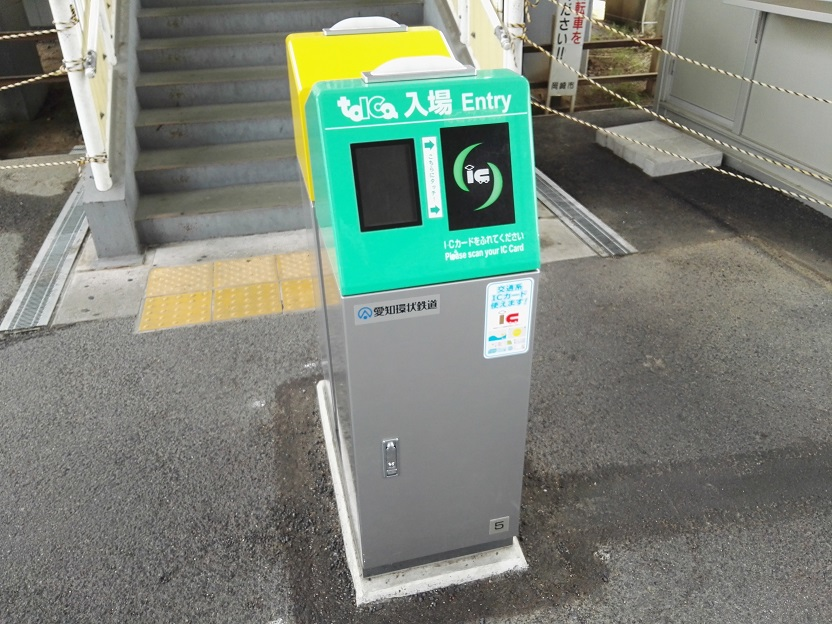
簡易TOICA閘機
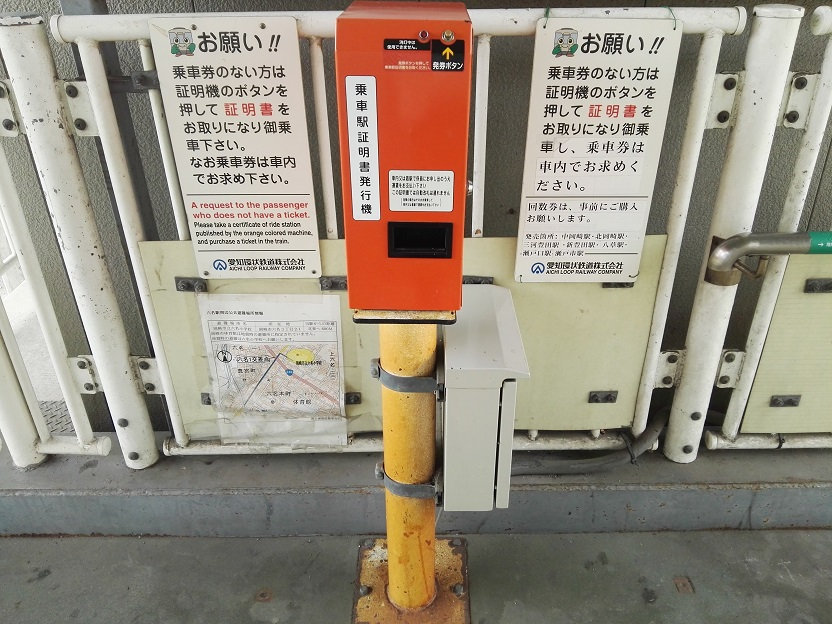
乘車站證明書發行機

### 配線圖
|                                                        | ↑ 名古屋方向                 |              |
| ← 豐橋方向                                             | 岡崎站 - 六名站 站內配線略圖 | → 新豐田方向 |
| 图例 参考文献： 橙線為東海道本線，藍線為愛知環狀鐵道線 |                              |              |

## 使用狀況
根據「愛知縣統計年鑑」、「岡崎市統計書」和「移動等圓滑化取組報告書」，以下為1日平均使用人次列表：
| 年度   | 1日平均 上下車人次 | 1日平均 乘車人次 |
| ------ | ------------------ | ---------------- |
| 2004年 |                    | 356              |
| 2005年 |                    | 366              |
| 2006年 |                    | 476              |
| 2007年 |                    | 510              |
| 2008年 |                    | 512              |
| 2009年 |                    | 519              |
| 2010年 |                    | 530              |
| 2011年 |                    | 525              |
| 2012年 |                    | 549              |
| 2013年 |                    | 593              |
| 2014年 |                    | 585              |
| 2015年 | 1,289              | 645              |
| 2016年 | 1,398              | 699              |
| 2017年 | 1,392              | 696              |
| 2018年 | 1,491              | 746              |
| 2019年 | 1,619              |                  |
| 2020年 | 1,268              |                  |

## 車站周邊
- 岡崎市立六名小學（日语：岡崎市立六名小学校）
- 岡崎市體育館（日语：岡崎市体育館）
- 國道248號（日语：国道248号）
- 愛知縣道293號櫻井岡崎線（日语：愛知県道293号桜井岡崎線）（六名通）
- 真宮遺蹟（日语：真宮遺跡）

## 相鄰車站
愛知環狀鐵道
愛知環狀鐵道線
岡崎（01）－六名（02）－中岡崎（03）

## 注腳
1. 1 2 3 4  《愛知環状鉄道の30年》配線略圖，愛知環狀鐵道株式會社，2019年
2. ↑  《愛知環状鉄道の30年》年表，愛知環狀鐵道株式會社，2019年
3. ↑   (PDF) (新闻稿). 愛知環状鉄道. 2018-12-12  [2020-11-08]. （原始内容 (PDF)存档于2019-06-02） （日语）.
4. ↑  川島令三，《東海道ライン 全線・全駅・全配線 第4巻 豊橋駅 - 名古屋エリア》，p.8、14，講談社，發行年份：2009年6月，ISBN 978-4062700146
5. ↑  岡崎市統計書 （页面存档备份，存于）（日語） - 岡崎市
6. ↑  移動等円滑化取組計画書・報告書 （页面存档备份，存于）（日語） - 愛知環狀鐵道
7. ↑  愛知県統計年鑑 （页面存档备份，存于）（日語） - 愛知縣

## 外部連結
- 六名站資訊 （页面存档备份，存于）（日語） - 愛知環狀鐵道